# Paradies (Lied)
Paradies ist ein Lied der deutschen Punkrock-Band Die Toten Hosen. Der Song ist die zweite Singleauskopplung ihres Studioalbums Opium fürs Volk und wurde am 8. März 1996 veröffentlicht.

## Inhalt
Textlich wird in Paradies starke Kritik an der Kirche ausgeübt, die den gläubigen Menschen Regeln vorgebe, durch deren Befolgen sie nach ihrem Tod das vermeintliche „Paradies“ erreichen würden. So singt Campino über das triste Leben der Menschen unter den Vorgaben, wie Gebete, Beichte, Demut, „zuhören und aufpassen“ sowie „unterordnen und nachmachen.“ Im Refrain kommt er zu dem Schluss, dass er unter diesen Umständen nicht ins Paradies wolle, sondern lieber auf der Erde nach seinen eigenen Vorstellungen lebe.

„Ich will nicht ins Paradies

Wenn der Weg dorthin so schwierig ist

Ich stelle keinen Antrag auf Asyl

Meinetwegen bleib’ ich hier“

## Produktion

Intro und erste Takte der Melodie und Rhythmusgitarre mit durchgehender Achtelfigur in Paradies

Der Song wurde von dem Musikproduzenten Jon Caffery in Zusammenarbeit mit Die Toten Hosen produziert. Als Autor von Text und Musik fungierte Sänger Campino.

## Musikvideo
Bei dem zu Paradies gedrehten Musikvideo führten GABO und Martin Weisz Regie. Es verzeichnet auf YouTube über 5,7 Millionen Aufrufe (Stand September 2024).
Das Video zeigt Die Toten Hosen bei einem gestellten Auftritt im Hamburger St. Pauli Theater. Die Bandmitglieder sind dabei teilweise in Nahaufnahme zu sehen, während sie aggressiv in die Kamera blicken und singen bzw. ihre Instrumente spielen. Das Publikum, das überwiegend aus älteren Leuten besteht, schaut größtenteils teilnahmslos oder kopfschüttelnd auf den Rängen zu. Auch auf Stagediving-Versuche von Sänger Campino gehen die Zuschauer nicht ein. Schließlich verlassen viele noch vor Ende des Konzerts den Saal.

## Single

### Covergestaltung
Das Singlecover zeigt das gezeichnete Bild eines bunt bemalten Clownsgesichts. Am oberen Bildrand befindet sich der schwarz-weiße Schriftzug Die Toten Hosen, während der Titel Paradies in Schwarz unten im Bild steht. Der Hintergrund ist weiß gehalten.

### Titelliste
1. Paradies – 4:08
2. Ein Witz – 2:56
3. Entenhausen bleibt stabil – 3:35
4. I Am the Walrus – 3:07

### Chartplatzierungen
Paradies stieg am 1. April 1996 auf Platz 90 in die deutschen Singlecharts ein und erreichte zwei Wochen später mit Rang 45 die beste Platzierung. Insgesamt hielt sich der Song zehn Wochen lang in den Top 100. Dagegen konnte sich das Lied in Österreich und der Schweiz nicht in den Charts platzieren.
| ChartsChartplatzierungen | Höchstplatzierung | Wochen |
| ------------------------ | ----------------- | ------ |
| Deutschland (GfK)        | 45 (10 Wo.)       | 10     |